# Ichirō Onoe
Ichirō Onoe  (japans 尾上 一朗, Onoe Ichirō, Tokyo, 1957) is een Japanse jazzdrummer.
Ichirō Onoe studeerde drums aan Berklee College of Music in Boston, hier maakte hij ook opnames met fusion-gitarist Alex Merck. Hierna werkte hij in de Amerikaanse jazzscene, o.a. met Bobby Few, Ricky Ford, Frank Lacy, Peter King, Andy Narell, Manolo Badrena, Nick Decaro, Norman Simmons, Makoto Ozone en Ron Carter. Tevens was hij begeleider van zanger Yasuko Agawa en Joe Lee Wilson. Midden jaren 90 speelde hij in Japan met Tatsuya Sato, Chiaki Ogasawara en Yuichi Ohtsuka, alsook in de bigband van Kenichi Tsunoda. 
Hierna vertrok hij naar Frankrijk, waar hij sindsdien woont. Hij speelde hier onder andere met Jacques Pellen, Bruno Angelini/Riccardo Del Fra, met Philippe Le Baraillec (Invisible Wound, Involved), in het Idris Ackamoor Paris Quartet (The Periphery of the Periphery (2014), met Rasul Siddik) en, wederom, met Bobby Few. Bovendien begeleidde hij de zangeressen Mina Agossi, Fredrika Stahl en Jane Birkin. In de jazz speelde hij tussen 1983 en 2011 mee op 18 opnamesessies. In 2014 verscheen zijn debuutalbum Wind Child (Promised Land), dat hij met zijn kwartet opnam, met Matyas Szandai (contrabas), Ludovic Allainmat (piano) en Geoffrey Secco (tenorsaxofoon).